# Scots Trad Music Awards
Les Scots Trad Music Awards sont un concours de musique folk écossais organisés depuis 2003, et diffusé par BBC Alba.

## Description
Cet événement permet de remettre 22 prix  parmi plus de 110 nominés pour leur contribution à la musique et à la culture écossaises. Il a été inauguré en 2003.
Depuis 2019, la cérémonie comprend la remise de la bourse Belhaven pour l'innovation dans la musique écossaise, sponsorisée par la brasserie Belhaven. Le prix consiste en 25 000 livres sterling, une bière brassée au nom du lauréat, une apparition lors d'un événement à la Tartan Week à New York et l'utilisation de la musique du lauréat dans une campagne publicitaire. Ce prix en espèces est le plus important prix musical décerné en Écosse et n'est égalé que par le Mercury Prize.